# Spiekeroog III
Die Spiekeroog III ist ein ehemaliges deutsches Fährschiff. Sie war neben der Spiekeroog I, der Spiekeroog II und der Spiekeroog IV zuletzt das kleinste und älteste der zwischen der Nordseeinsel Spiekeroog und Neuharlingersiel eingesetzten Fährschiffe. 2013 wurde das Fährschiff verkauft und zu einem Restaurant umgebaut. Das Schiff liegt im Leeraner Hafen, das Restaurant wurde im Juli 2015 eröffnet.

## Geschichte
Das Schiff wurde 1967 unter der Baunummer 1244 auf der Husumer Schiffswerft in Husum gebaut. Zugelassen war das Schiff für die Watt- und Küstenfahrt. Heimathafen der Spiekeroog III war bis 2017 Spiekeroog, seitdem Leer.
Von 1967 bis 1981 war es das Hauptschiff für den Fährverkehr zur Insel. Danach wurde es für Ausflugsfahrten von Spiekeroog und Neuharlingersiel aus z. B. zu den Seehundsbänken an der Langeooger Ostplate eingesetzt. In der Hochsaison wurde die Spiekeroog III hin und wieder zur Verstärkung der beiden Hauptfähren Spiekeroog I und Spiekeroog II genutzt. Bei niedrigem Passagieraufkommen im Winter oder beim Ausfall einer der beiden anderen Fähren wurde sie auch als Hauptfähre eingesetzt. Im Fährverkehr wurden auf dem Heck des Schiffes die Gepäckstücke der Reisenden und Postfracht in grünen Containern und silbernen Alu-Containern befördert. Diese kleinen grünen Container sind denen ähnlich, die bis 1981 am Alten Anleger auf die Inselbahn geladen wurden.
1976 wurde die Spiekeroog III bei einem Orkan unbemannt vom Alten Anleger losgerissen. Unbeschadet strandete das Schiff bei Mellum und konnte bald darauf den Fährverkehr wieder aufnehmen. Im Oktober 2008 blieb die Spiekeroog III mit Maschinenschaden auf See vor Langeoog liegen und musste durch das Seenotrettungsboot Neuharlingersiel abgeschleppt werden.
Am 1. Dezember 2011 beschloss die Eignerfirma den Verkauf des Passagierschiffes aufgrund des defizitären Ausflugsverkehrs sowie anstehender Instandhaltungskosten. Da Anfang 2012 noch kein Käufer für das Schiff gefunden wurde, fuhr die Spiekeroog III die Saison 2012 und 2013 weiter als Ausflugsschiff.

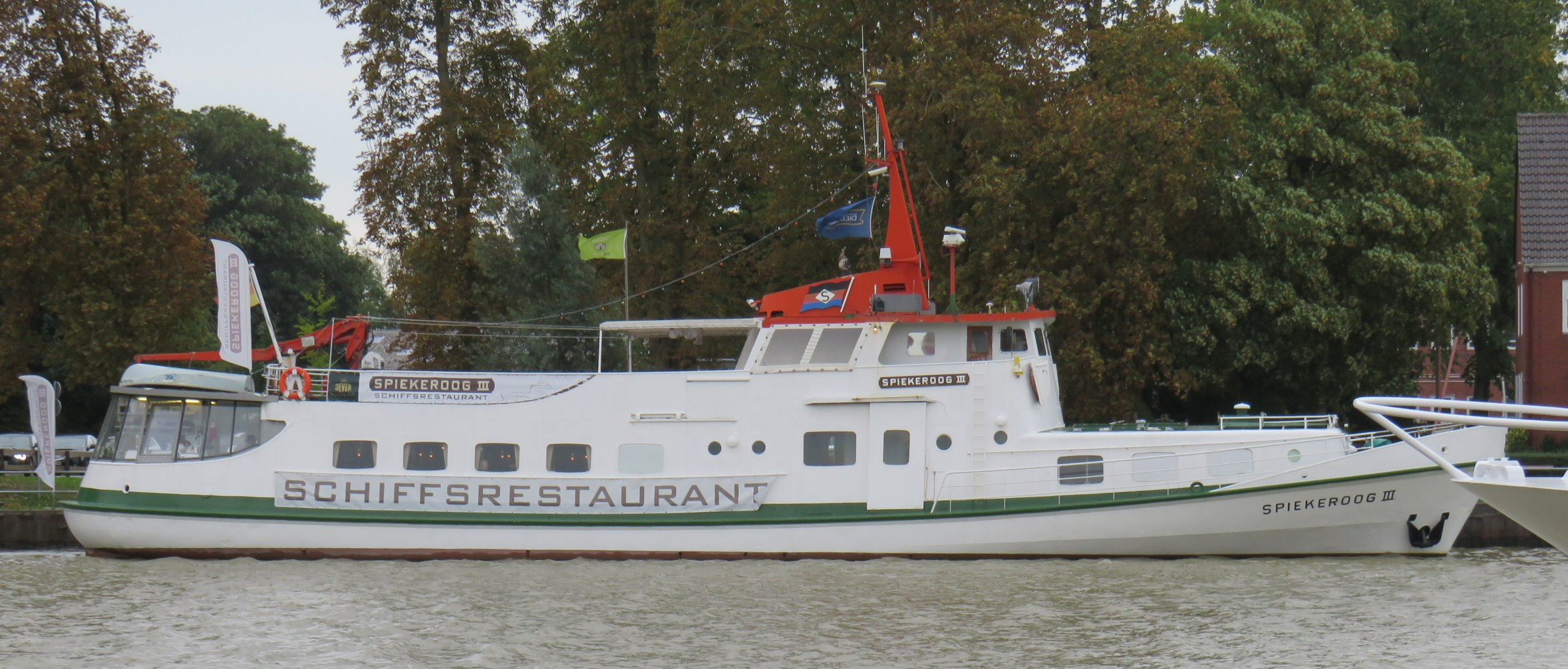
Spiekeroog III als Schiffsrestaurant in Leer (Ostfriesland)

Im März 2013 wurde das Fahrgastschiff von der Nordseebad Spiekeroog GmbH an einen Privatmann verkauft. Am 28. Januar 2015 fuhr es von Oldersum nach Neuharlingersiel. Am 3. Februar 2015 erfolgte die Überführung nach Spiekeroog. Dort lag die Spiekeroog III als schwimmendes Restaurant an dem für sie errichteten Liegeplatz im Hafen von Spiekeroog.
Der Inhaber der Spiekeroog III entschloss sich im November 2017 zur Überführung des Schiffes nach Leer, um dort das Restaurant weiter zu betreiben. Als Grund wurde angegeben, dass die Angestellten des Schiffsrestaurants keinen Wohnraum auf Spiekeroog fanden. Auch im Jahr 2025 liegt das Schiff in Leer gegenüber dem Museumshafen an der Leda und hat als Postadresse Dr.-vom-Bruch-Brücke 1.

## Technische Daten
Das Schiff wird von einem Klöckner-Humboldt-Deutz-Dieselmotor des Typs SBA 8 M 816 mit 310 kW Leistung angetrieben. Der Motor wirkt auf einen Propeller.
Für die Stromerzeugung steht ein Stamford-Generator des Typs UCM 274 CL mit 77,5 kVA Scheinleistung zur Verfügung, der von einem Volvo-Penta-Dieselmotor des Typs D5A-BTA mit 77 kW Leistung angetrieben wird. Ein MWM-Dieselmotor des Typs TBD 226-6 mit 74 kW Leistung treibt die Hydraulikpumpe für das Bugstrahlruder und die Ankerwinde an.
Die Spiekeroog III hat zwei für Gäste zugängliche Decks, das Hauptdeck mit dem Gastraum, sowie das Oberdeck mit dem Sonnendeck.